# Iélokh (Vladímir)
|  | Per a altres significats, vegeu «Iélokh». |

Iélokh (en rus: Елох) és un poble de l'óblast de Vladímir, a Rússia, segons el cens del 2010 tenia 15 habitants. Pertany al districte municipal de Iúriev-Polski.